# 信州大学医学部附属病院
信州大学医学部附属病院（しんしゅうだいがくいがくぶふぞくびょういん、英称:Shinshu University Hospital）は、長野県松本市旭にある信州大学の附属大学病院。特定機能病院、高度救命救急センター指定病院。

## 概要
2005年10月、中部地方の国立大学としては岐阜大学医学部附属病院に続き、2番目に救命救急センターの指定を受けた。平成17年度中には、救命救急センターから高度救命救急センターへの移行が決定し、2007年4月に移行が完了した。中部地域では、愛知医科大学附属病院（1996年3月）、岐阜大学医学部附属病院（2006年2月）に続く3施設目。
脳死肝移植の実施施設として、日本では京都大学医学部附属病院に次ぐ手術実施数を有する。当時の衆議院議員であった河野洋平は、ここで息子の河野太郎から生体肝移植手術を受けている。

## 診療科
- 呼吸器・感染症内科
- 循環器内科
- 消化器内科
- 血液内科
- 腎臓内科
- 神経内科
- リウマチ・膠原病内科
- 糖尿病・内分泌代謝内科
- 精神科神経科
- 小児科
- 皮膚科
- 放射線科
- 消化器外科
- 移植外科
- 小児外科
- 心臓血管外科
- 呼吸器外科
- 乳腺内分泌外科
- 整形外科
- 脳神経外科
- 特殊歯科・口腔外科
- 泌尿器科
- 眼科
- 耳鼻咽喉科
- 産科婦人科
- 麻酔科蘇生科
- 形成・再建外科

## 中央診療施設等
- 臨床検査部
- 手術部
- 放射線部
- 輸血部
- 材料部
- 分娩部
- 集中治療部(ICU)
- 高度救命救急センター - 第三次救急患者の受入と初療、重症救急患者の救命救急医療および集中治療、松本広域医療圏ならびに県下の救急医療体制構築の支援、重度熱傷・急性中毒・多発外傷・指肢切断の救急医療、高度な救急治療機器を用いた高度先進救急治療（各種人工呼吸法、一酸化窒素吸入療法、緊急体外式心肺補助法、急性血液浄化療法など）等を行う。
- リハビリテーション部
- 血液浄化療法部
- 内視鏡センター
- 医療情報部
- 遺伝子診療部
- 子どものこころ診療部
- 医療福祉支援センター
- 治験管理センター
- 先端心臓血管病センター
- 薬剤部
- 看護部
- 事務部

## 医療機関の指定・認定
（この節の出典）
- 保険医療機関
- 労災保険指定医療機関
- 指定自立支援医療機関（更生医療）
- 指定自立支援医療機関（育成医療）
- 指定自立支援医療機関（精神通院医療）
- 身体障害者福祉法指定医の配置されている医療機関
- 精神保健指定医の配置されている医療機関
- 生活保護法指定医療機関(中国残留邦人等の円滑な帰国の促進並びに永住帰国した中国残留邦人等及び特定配偶者の自立の支援に関する法律（平成６年法律第30号）に基づく指定医療機関を含む。)
- 結核指定医療機関
- 指定養育医療機関
- 指定小児慢性特定疾病医療機関
- 戦傷病者特別援護法指定医療機関
- 原子爆弾被害者一般疾病医療取扱医療機関
- 公害医療機関
- 母体保護法指定医の配置されている医療機関
- 特定機能病院
- 災害拠点病院
- 救命救急センター
- 臨床研修病院
- がん診療連携拠点病院等
- エイズ治療拠点病院
- 肝疾患診療連携拠点病院
- 特定疾患治療研究事業委託医療機関
- DPC対象病院
- 地域周産期母子医療センター
- 公益財団法人日本医療機能評価機構認定病院[2]
- このほか、各種法令による指定・認定病院であるとともに、各学会の認定施設でもある。

## 交通アクセス
- JR松本駅から、アルピコ交通バス（通称・松本電鉄バス）『北市内線』に乗車。「信大病院玄関前」下車（約15分）。または東回りで「信大病院南口」下車。
- アルピコ交通バス『信大横田循環線』または『浅間線』に乗車、「信州大学前」下車（約15分）。